# Невінчана Валентина Дмитрівна
Валентина Дмитрівна Невінчана(1 травня 1924 — 4 березня 1981) — українська поетеса, прозаїкиня. Була відповідальною секретаркою Кримського відділення Спілки письменників України.

## Біографія
Народилася Валентина Дмитрівна 1 травня 1924 р. в смт Володарка на Київщині в родині службовця. Писати вірші почала ще в шкільні роки. Незадовго до війни вступила на філологічний факультет Київського державного університету. Після закінчення першого курсу довелося евакуюватися в Казахстан, де продовжувала навчання. Після закінчення вищого навчального закладу вчителювала, була директоркою Херсонського, пізніше — Сімферопольського будинків народної творчості.

## Творчість
Перша збірка В. Невінчаної «Ластівка» побачила світ у видавництві «Молодь» у 1962 році, наступні дві — «Голубі дороги» й «Тепло любові — на віки» — видано в Криму (1967 і 1984 рр. відповідно).
Образ Криму вперше з'являється в збірці «Голубі дороги». Кримська тематика поєднана з темою України. Запам'ятовуються образи героїчного Севастополя, Керчі. Образ трудового Криму постає у віршах і нарисах про чабанів, хліборобів.
Валентина Невінчана — активнаа учасниця літературного життя Криму; була відповідальною секретаркою Кримського відділення Спілки письменників України; віддала багато сил вихованню літературної молоді; перекладала українською твори з російської, білоруської, азербайджанської мов.
Поетеса Любов Забашта говорила, що вірші Валентини Невінчаної «самі просяться в пісні».